# Sequim
Sequim és una localitat dels Estats Units a l'estat de Washington. Segons el cens del 2000 tenia 4.334 habitants.

## Demografia
Segons el cens del 2000, Sequim tenia 4.334 habitants, 2.163 habitatges, i 1.111 famílies. La densitat de població era de 316,9 habitants per km².
Dels 2.163 habitatges en un 15,5% hi vivien nens de menys de 18 anys, en un 40,1% hi vivien parelles casades, en un 9,1% dones solteres, i en un 48,6% no eren unitats familiars. En el 44% dels habitatges hi vivien persones soles el 30,5% de les quals corresponia a persones de 65 anys o més que vivien soles. El nombre mitjà de persones vivint en cada habitatge era d'1,9 i el nombre mitjà de persones que vivien en cada família era de 2,55.
Per edats la població es repartia de la següent manera: un 15,3% tenia menys de 18 anys, un 5,4% entre 18 i 24, un 15,2% entre 25 i 44, un 19,5% de 45 a 60 i un 44,5% 65 anys o més.
L'edat mediana era de 59 anys. Per cada 100 dones de 18 o més anys hi havia 68,9 homes.
La renda mediana per habitatge era de 27.880 $ i la renda mediana per família de 35.652 $. Els homes tenien una renda mediana de 35.160 $ mentre que les dones 20.347 $. La renda per capita de la població era de 19.253 $. Aproximadament el 9,8% de les famílies i el 13,9% de la població estaven per davall del llindar de pobresa.

## Poblacions més properes
El següent diagrama mostra les poblacions més properes.